# Epirrhoe excentricata
Epirrhoe excentricata là một loài bướm đêm trong họ Geometridae.